# Massimo Romeo Piparo
Massimo Romeo Piparo (Messina, 17 dicembre 1967) è un regista teatrale, direttore artistico, produttore teatrale e autore televisivo italiano.

## Biografia
È il direttore artistico dello storico Teatro Sistina di Roma (gestito atrraverso la sua società PeepArrow Entertainment s.r.l) e già del Teatro Nazionale di Milano, del Teatro Greco di Tindari e del Teatro Stabile di Messina. Ha portato il Musical italiano nella scena internazionale ed ha diretto Jesus Christ Superstar, il  musical Mamma Mia!, la prima versione italiana di School of Rock, il Rugantino, Billy Elliot il Musical, Evita, Tutti Insieme Appassionatamente e Il Marchese del Grillo.
Ha diretto anche edizioni di Il Vizietto-La Cage aux Folles, di Sistina Story,i Sette Spose per Sette Fratelli, My Fair Lady, The Full Monty, Rinaldo in campo, Alta Società e le commedie Belle Ripiene e Smetti di piangere Penelope!, HairSpray Grasso è bello!, Tommy, Cenerentola, La Febbre del Sabato Sera, Lady Day.
Ha studiato Lettere Moderne presso l'Università di Messina. Nell'anno Accademico 2006/2007 insegna Istituzioni e tecniche di Regia presso la Facoltà di Lettere e Filosofia dell'Università di Messina. Nel 1996 dirige Corrado Guzzanti nel suo debutto teatrale con lo spettacolo Millenovecentonovantadieci. Nel ’98 fonda la Planet Musical Italy con cui ha prodotto e diretto le edizioni originali dei musical Evita, Tommy, Jesus Christ Superstar. Quest’ultimo allestimento vanta il record italiano del Musical più longevo con 11 anni consecutivi di programmazione. Ha inoltre curato la traduzione in italiano e diretto l'edizione integrale del Musical My Fair Lady. 
Nel 2001 dirige La Febbre Del Sabato Sera che ha registrato il record italiano di programmazione nello stesso teatro con 16 settimane consecutive al Nazionale di Milano, ed è stato lo spettacolo più visto della stagione 2002/2003. Nell'estate del 2002 ha inaugurato il Festival di Benevento Città Spettacolo diretto da Maurizio Costanzo con il musical Lady Day – La signora Billie Holiday, interpretato da Amii Stewart, di cui ha scritto il libretto originale. Dal 2000 al 2004 è il Direttore Artistico del Teatro Nazionale di Milano. 
Nel 2004 per la Ballandi Ent. è autore per il programma di Rai Uno, Stasera Pago io – Revolution, condotto da Fiorello. Dal febbraio 2005 è autore e capo progetto delle tre edizioni di Ballando con le Stelle condotto da Milly Carlucci su Rai Uno. Nell'estate 2005 è direttore artistico e capo progetto della rassegna Garda che…Musical! e dello speciale in prima serata Garda on Broadway su Rai Due. 
Nel 2006 è Direttore Artistico e Autore per la Endemol Italia di Notti sul Ghiaccio condotto da Milly Carlucci su Rai Uno. Dal 2005 al 2007 Direttore Artistico del Teatro Stabile di Messina. Nel gennaio 2007 ha debuttato con il Musical di Cole Porter, Alta Societa’. Nell'estate 2007 è impegnato con il Festivalbar 2007 per Italia 1. Inoltre ha curato la direzione artistica, e ne è stato capo-progetto, di Miss Italia nel Mondo e Miss Italia 2007 per Raiuno. Dal Gennaio 2008 è consulente di Rai Uno per lo sviluppo e la creazione di nuovi format TV. La stagione teatrale 2008/2009 lo vede impegnato nella messinscena di due nuovi musical: Hairspray – Grasso è bello, eletto a Londra e Broadway miglior musical dell'anno, e Cenerentola, con Roberta Lanfranchi e Antonio Cupo, con le straordinarie musiche e canzoni di Rodgers & Hammerstein. 
Nella stagione 2010/2011 riporta in scena nei maggiori teatri italiani – dopo 15 anni dalla prima rappresentazione italiana – il musical Jesus Christ Superstar che ottiene un buon successo di pubblico e critica. Oltre al musical La Cage aux Folles, nella stagione 2011/2012, porta in Tour la commedia Smetti di piangere Penelope!. Nello stesso anno è impegnato col Teatro Sistina di Roma per un riallestimento-colossal – in occasione dei 150 anni dell'Unità d’Italia – della grande musicale di Garinei & Giovannini Rinaldo in Campo con musiche di Domenico Modugno. Nella stagione 2012/2013 Piparo dirige tre musical: Il Vizietto – La Cage aux Folles, My Fair Lady (in coproduzione con Il Sistina) e The Full Monty. Dal 2013 è il direttore artistico del Teatro Sistina di Roma. 
Nel 2014 firma la regia del musical Sette Spose per Sette Fratelli. Nel 2014, dopo aver coinvolto alcuni anni prima Carl Anderson, dirige una versione evento di Jesus Christ Superstar con gli altri interpreti originali del film: Ted Neeley nel ruolo di Gesù, Yvonne Elliman (Maddalena) e Barry Dennen (Pilato) che sarà rappresentata anche all'Arena di Verona. Jesus Christ Superstar va in scena per un tour europeo nei Paesi Bassi, Belgio e Italia, vincendo nei Paesi Bassi il World Musical Award. Ancora nel 2014 dirige il musical Tutti Insieme Appassionatamente e la commedia musicale prodotta dal Teatro Sistina Sistina Story. Nel 2015, firma la regia e la traduzione italiana del musical Billy Elliot, con le musiche di Elton John e dirige la commedia musicale del Sistina Il Marchese del Grillo. Nel 2016 cura la regia e dell'adattamento italiano del musical Evita. Nel 2017, su licenza di Music Theatre International, Piparo cura la regia e l'adattamento di Mamma Mia! in una nuovissima versione con la produzione Peeparrow e Teatro Sistina, che gira l'Italia in diversi tour ottenendo quasi sempre il tutto esaurito.
Nel 2019 dirige la prima versione italiana del musical “School of Rock” con Lillo e un cast di giovanissimi performers/musicisti e sempre nel 2019 porta in scena in Europa “We Will Rock You”. Nel 2022 realizza l’adattamento italiano del musical Cats di cui cura anche la regia e nel 2023 porta in scena la prima versione italiana del musical Matilda.

### Direttore artisitco
Nel 1995: Direttore artistico del Teatro Greco di Tindari
Dal 2000 al 2004: Direttore artistico del Teatro Nazionale di Milano
Nel giugno 2005: Direttore artistico del Teatro Stabile di Messina
Nel 2010/2011: Direttore artistico del “TindariFestival 2010”
Da luglio 2013 è il Direttore artistico del Teatro Sistina di Roma

## Vita privata
Nel luglio 2011 sposa l’attrice Samuela Sardo, al suo fianco dal 2008. Dalla loro unione nasce una figlia.
È appassionato di vela.

## Regie teatrali parziali
- Jesus Christ Superstar[2] con Carl Anderson, Matteo Becucci, Max Gazzè, Mario Venuti, Ivan Cattaneo, Ted Neeley, Yvonne Elliman, Barry Dennen, Pau e i Negrita, Simona Molinari, Shel Shapiro, Frankie hi nrg-mc, Anggun
- Evita
- Tommy
- My Fair Lady[3] in diverse edizioni, con Gaia De Laurentiis e con Vittoria Belvedere e Luca Ward
- La febbre del sabato sera con Simone di Pasquale
- Lady Day con Amii Stewart
- Alta società con Vanessa Incontrada
- Hairspray
- Cenerentola con Roberta Lanfranchi e Antonio Cupo
- Rinaldo in Campo con Serena Autieri e Fabio Troiano
- La Cage aux Folles in 2 edizioni con Massimo Ghini e Cesare Bocci e con Enzo Iacchetti, Marco Columbro e Gianni Fantoni
- The Full Monty (2012)[4] con Paolo Calabresi, Gianni Fantoni, Sergio Muniz, Paolo Ruffini, Jacopo Sarno e Pietro Sermonti
- The Full Monty (2019-2020) con Paolo Conticini, Luca Ward, Nicolas Vaporidis, Gianni Fantoni e Jonis Bascir, Laura Di Mauro e Paila Pavese
- Sette spose per sette fratelli con Flavio Montrucchio e Roberta Lanfranchi
- Tutti insieme appassionatamente[5] con Luca Ward e Vittoria Belvedere e Billy Elliot[6].
- Il Marchese del Grillo[7] con Enrico Montesano (2015; 2024)
- Smetti di piangere Penelope con Tosca D'Aquino, Samuela Sardo, Nicoletta Romanoff e Roberta Lanfranchi nella seconda tournée (2011-2012)
- Evita con Malika Ayane
- Billy Elliot (2015)
- Mamma Mia! con Luca Ward, Paolo Conticini, Sergio Múñiz, Sabrina Marciano, Laura Di Mauro ed Elisabetta Tulli (2015; 2017-2018; 2022 - in corso)
- Belle ripiene con Tosca D'Aquino, Rossella Brescia, Samuela Sardo e Roberta Lanfranchi (2019-2022)
- Billy Elliot - Il musical con Giulio Scarpati e Rossella Brescia (2023-2024)
- Cats con Malika Ayane (2022-2024)
- Matilda con Luca Ward e The Pozzolis Family (2023-2024)
- Tootsie, con Paolo Conticini ed Enzo Iacchetti (2024)

## Incarichi
È stato dal 2001 al 2004 Direttore Artistico del Teatro Nazionale di Milano e dal 2005 al 2007 del Teatro Vittorio Emanuele II di Messina.
Dal 2013 è Direttore Artistico del Teatro Sistina di Roma.

## Premi e riconoscimenti
- Premio Flaiano sezione teatro[9]
  - 2014 - Premio per la regia del musical
  - 2018 - Premio per il musical